# Whitnash
Whitnash is een civil parish in het bestuurlijke gebied Warwick District Council, in het Engelse graafschap Warwickshire. De plaats telt 8806 inwoners.